# T 36 (Schiff)
| Geschichte        | |
| ----------------- | --- |
| Klasse:           | Flottentorpedoboot 1939 |
| Kiellegung:       | 10. Juni 1943 |
| Stapellauf:       | 5. Februar 1944 |
| Indienststellung: | 9. Dezember 1944 |
| Schicksal:        | am 4. Mai 1945 versenkt |
| Technische Daten  | |
| Länge:            | - über alles: 102,5 m - Wasserlinie: 97 m |
| Breite:           | 10,0 m |
| Tiefgang:         | 2,83 Meter (mittlerer) |
| Verdrängung:      | - Standardverdrängung: 1318 ts - Einsatzverdrängung: 1780 ts |
| Antrieb:          | - 4 Wagner-Dampfkessel - 2 Satz Wagner-Getriebe-Dampfturbinen - rund 32.000 WPS auf zwei Wellen                                                                                              |
| Geschwindigkeit:  | 32,5 kn (nach Konstruktion) |
| Reichweite:       | 2400 sm bei 19 kn (nach Konstruktion) |
| Besatzung:        | geplant: 206 Mann |
| Bewaffnung:       | - 4 × 10,5-cm-Geschütz S.K. C/32 - bis zu 10 × 3,7-cm-, bis zu 12 × 2-cm-Rohre bei „Barbara“-Bewaffnung - 6 × 53,3-cm-Torpedorohre in Drillingssätzen - 32 Wasserbomben - bis zu 50 Seeminen |

T 36 war ein Flottentorpedoboot vom Typ 1939 der Kriegsmarine. Als letztes Boot seiner Klasse wurde es im Dezember 1944 in Dienst gestellt und war bis zum Ende des Zweiten Weltkriegs ausschließlich in der Ostsee im Einsatz. Dort war es an der Rettung von Überlebenden der Wilhelm Gustloff beteiligt.
Nach einem Minentreffer und Luftangriffen sank T 36 nur vier Tage vor Kriegsende am 4. Mai 1945.

## Geschichte

### Bau und Indienststellung
Der Bauauftrag für T 36 erging gemeinsam mit denen für die baugleichen Boote T 31 bis T 35 am 20. Januar 1941 an die Schichau-Werft in Elbing, die das Boot mit der Baunummer 1518 am 10. Juni 1943 auf Kiel legte. Der Stapellauf erfolgte am 5. Februar 1944. Eine Vorprobefahrt fand am 2. Dezember 1944 statt. Die Indienststellung erfolgte am 9. Dezember 1944 in Danzig für die 5. Torpedoboot-Flottille. Kommandant des Bootes war Kapitänleutnant Robert Hering (1918–2012).
Die Grundausbildung der Besatzung erfolgte im Dezember und Januar bei Fahrten in der Danziger Bucht und im Hafen von Gotenhafen liegend. Am 24. Dezember kam es zu einem Brand an Oberdeck im Bereich des hinteren Schornsteins und bei den 3,7-cm-Geschützen, als das Boot am Tanker Wikinger zur Treibstoffübernahme festgemacht hatte. Der hintere Torpedorohrsatz wurde daraufhin entfernt und nicht wieder ersetzt. Nach den abschließenden Test- und Messfahrten wurde T 36 am 26. Januar 1945 aus dem Erprobungsverhältnis entlassen.

### Versenkung derWilhelm Gustloff
Am 30. Januar sollte das Boot als Sicherungsgeleit für den Schweren Kreuzer Admiral Hipper fahren. Um 21:45 Uhr wurden Seenotzeichen gesichtet. Eine Minute später erhielt T 36 den Funkspruch über einen Torpedotreffer auf der Wilhelm Gustloff, woraufhin das Boot in Höchstfahrt zur Unfallstelle fuhr. Um 22:30 Uhr konnte mit der Bergung von Schiffbrüchigen begonnen werden. Die Rettungsmaßnahmen mussten um 23:47 Uhr unterbrochen werden, da ein getauchtes feindliches U-Boot geortet wurde. Es war S-13, das die Wilhelm Gustloff versenkt hatte. Bei der Suche nach dem U-Boot zusammen mit dem Torpedoboot Löwe zwischen 23:47 Uhr und Mitternacht warf nur die Löwe einige Wasserbomben, bis 0:22 Uhr setzte T 36 die U-Bootabwehr fort. Drei Minuten später wurde eine Torpedolaufbahn gesichtet, woraufhin T 36 Ausweichkurse fuhr. Um 0:30 Uhr wurde daher, mit der hohen Zahl von Geretteten bereits nahezu überladen, die Untergangsstelle verlassen und Westkurs aufgenommen. An Bord von T 36 befanden sich insgesamt 564 Überlebende, darunter auch der Kapitän der Wilhelm Gustloff. Um 13:55 Uhr erreichte das Boot den Hafen von Saßnitz, wo die Geretteten ausgeschifft wurden.

### Februar und März 1945
In den folgenden Tagen hielt sich das Boot im Raum Swinemünde/Stettin auf. So lag es am 4. Februar im Hafen von Swinemünde.
Zusammen mit dem Zerstörer Z 39 verlegte T 36 kurzzeitig Ende Februar, Anfang März nach Kopenhagen. Auch in der Folgezeit fuhr T 36 hauptsächlich gemeinsam mit Z 39. Bereits am 5. März lagen beide Boote mit weiteren Schiffen auf Reede vor Saßnitz. Am Folgetag griff die Gruppe No. 5 des RAF Bomber Command mit 191 Lancaster-Bombern und sieben Mosquito-Jagdbombern Stadt, Hafen und Reede von Saßnitz an. T 36 entging den Bombenangriffen. Ein Besatzungsmitglied fiel jedoch, und zwei weitere wurden verwundet.

### Führerboot der 5. T-Flottille
Am 26. März wurde im K.T.B. des F.d.Z. folgendes vermerkt: T 36 ist nach Beendigung seiner Ausbildung voll k.b. und damit klar zum Einsatz. Das Boot, das Führerboot der 5. T.Fl. wird, bleibt zunächst in Swinemünde z.Vfg. Adm. westl. Ostsee … Der Chef der 5. TFl. nebst Stab kam sodann am 30. März an Bord. In den folgenden Tagen übernahm T 36 die Flak- und U-Boot-Sicherung für Prinz Eugen und Lützow, die Landziele beschossen. T 36 musste dabei zu verschiedenen Gelegenheiten Luftangriffe abwehren, ebenso wurden selbst Landziele unter Beschuss genommen. Es folgten Einsatzfahrten zusammen mit dem Zerstörer Z 34.

### Versenkung
T 36 lag seit 28. April bei Swinemünde auf Reede und verließ diese trotz mehrfachen Fliegeralarms erst am 3. Mai wieder zur Fahrt nach Kopenhagen mit 150 Flüchtlingen an Bord. Am frühen Abend desselben Tages übernahm das Boot die Sicherung des auf eine Mine gelaufenen und schwer beschädigten Linienschiffs Schlesien im Bereich der inneren Pommerschen Bucht.
Um 22.13 Uhr beschädigte eine Minendetonation in zwölf Meter Wassertiefe unter dem Vorschiff das Boot schwer. Das Vorschiff knickte leicht ab, das 1. und 2. Geschütz, die 3,7-cm-Doppelflak, Funkmessanlage, Ankereinrichtung und der Kesselraum fielen aus, das Schiff blieb aber auf ebenem Kiel schwimmfähig. Neun Besatzungsmitglieder, die sich im Vorschiff aufhielten kamen ums Leben, zwölf wurden verletzt. Auch der Kommandant Hering wurde schwer verletzt, so dass der Flottillenchef, Korvettenkapitän Jan Heinrich Hansen-Nootbar, das Kommando übernahm.
Am nächsten Tag konnte das Boot wieder soweit fahrbereit gemacht werden, dass um 16:30 Uhr der Weitermarsch nach Kopenhagen begonnen werden konnte. Dabei griffen um 18:58 Uhr 15 Flugzeuge das Boot im Tiefflug mit Bomben und Bordwaffen an. Zwei Bomben trafen, es entstand ein Brand an Bord. Bombennahtreffer schlugen das Schiff leck, so dass es langsam wegzusacken begann. Von der Besatzung starben 63 Mann, 44 wurden verwundet. Bis zum Abend wurde die überlebende Besatzung durch KFK und R-Boote übernommen. Um 20.20 Uhr am 4. Mai schließlich war T 36 gänzlich untergegangen, nachdem Sprengladungen auf dem Boot gezündet worden waren. Die Untergangsstelle liegt bei 54° 12′ 24″ N, 14° 12′ 36″ O.